# 克氏割齒喉盤魚
克氏割齒喉盤魚，為輻鰭魚綱鱸形目喉盤魚亞目喉盤魚科的其中一種，分布於中西大西洋區的貝里斯海域，棲息深度可達5公尺，體長可達1.4公分，屬底棲性魚類。